# Christian Konrad Sprengel

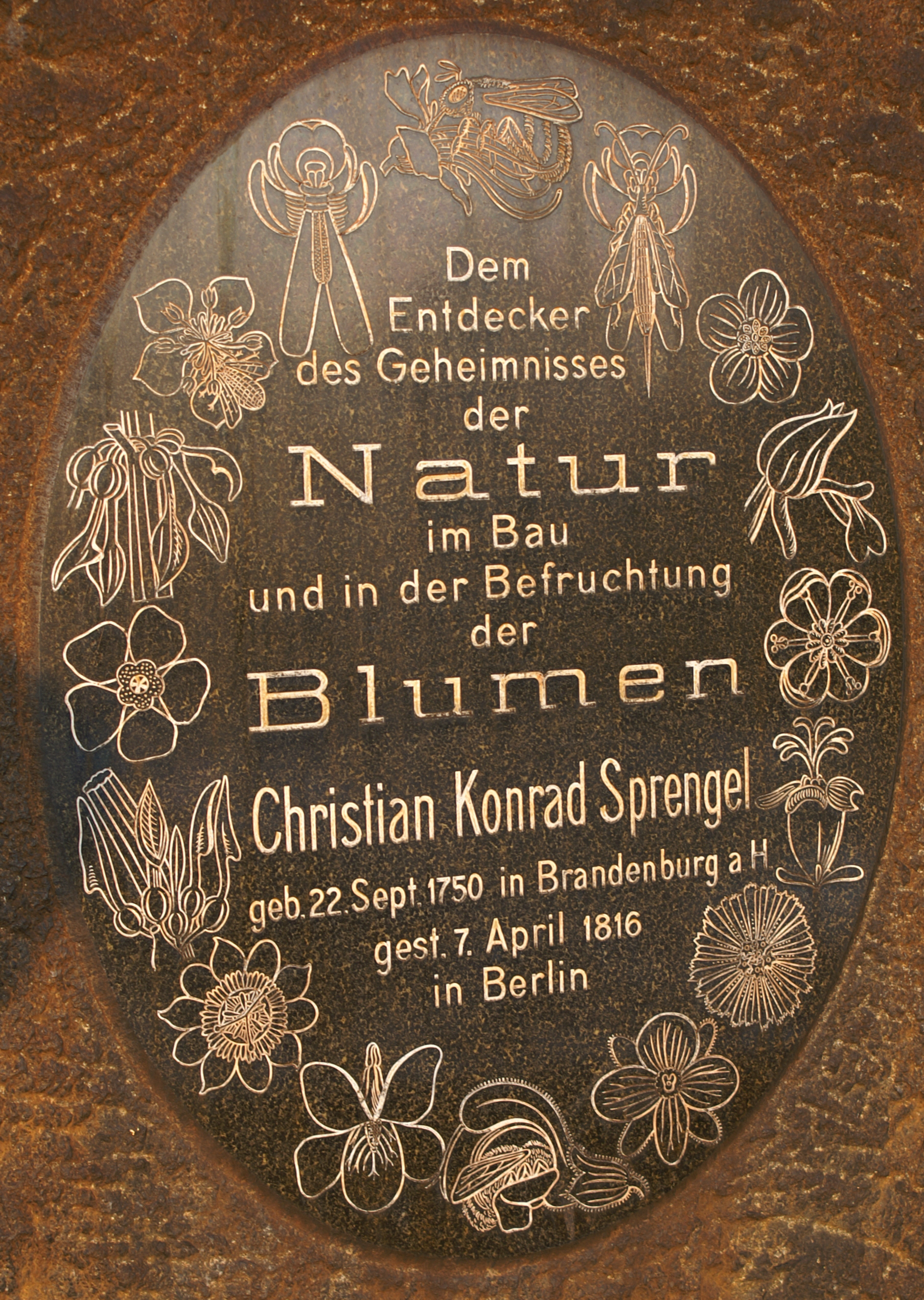

Christian Konrad Sprengel ( Brandenburg an der Havel, 22 de setembro de 1750 – Berlim, 7 de abril de 1816 ) foi um  botânico alemão.
Sprengel é por alguns, reconhecido como o fundamentalista do mais medular meio de fertilização das flores: os insetos (dando ênfase às abelhas, que são responsáveis por participar de praticamente 80% de todas as dinâmicas de polinização das plantas no segmento ou setor de insetos (sendo reconhecidos como agentes polinizadores). 
Sprengel percebeu, ao mesmo tempo, a presença de um "benefício ou relação mútua" entre as plantas e os insetos. As flores com cores e formatos diversos servem para atrair os insetos e para que esses polinizem outras plantas e como recompensa, o inseto receba o néctar rico em energia. Notou também, que no estame- parte macho -o pólen fixava-se no inseto e esse era transportado para o pistilo- parte fêmea -de uma flor diferente. Como consequência dessa polinização, para o inseto ficava o néctar.  Ele descobriu que muitas flores possuem tanto o pistilo, quanto o estame e em detrimento de um possível processo de autofertilização (sem geração de zigoto, pois não decorre um ecletismo genético, necessário na reprodução dos exemplares do Reino Plantae) as partes das plantas amadurecem em períodos distintos. 
Seu trabalho sempre foi muito subestimado durante sua vida, adquirindo seu reconhecimento a partir do momento que Charles Darwin gozou de seus trabalhos como catalisador de seus estudos sobre o mutualismo das relações entre os insetos e plantas e os insetos característicos de seus processos de polinização. 
Obras:
- Christian Konrad Sprengel. 1793. Das entdeckte Geheimnis der Natur im Bau und in der Befruchtung der Blumen.. Lehre : Cramer, 1972, Reimpreso [d. Ausg.] Berlin 1793
- Christian Konrad Sprengel. 1918. Die Nützlichkeit der Bienen und die Notwendigkeit der Bienenzucht, von e. neuen Seite dargest. Bln : Pfenningstorff, 1918. Link en Google
- Christian Konrad Sprengel. 1894. Das entdeckte Geheimnis der Natur im Bau und in der Befruchtung der Blumen. Leipzig: Engelmann, 1894.